# Somebody Said a Prayer
"Somebody Said a Player" é uma canção escrita por Craig Wiseman e Neil Thrasher, e gravada pelo cantor country Billy Ray Cyrus no álbum Back to Tennessee. 
A canção atingiu o 53 lugar na Billboard Hot Country Songs, em sua semana estréia. O vídeo teve uma participação do filho de Cyrus, Trace Cyrus.      

## Posições nas paradas musicais
| Paradas (2008)                               | Posições |
| -------------------------------------------- | -------- |
| Estados Unidos (Billboard Hot Country Songs) | 33       |